# رضاع (فقه)

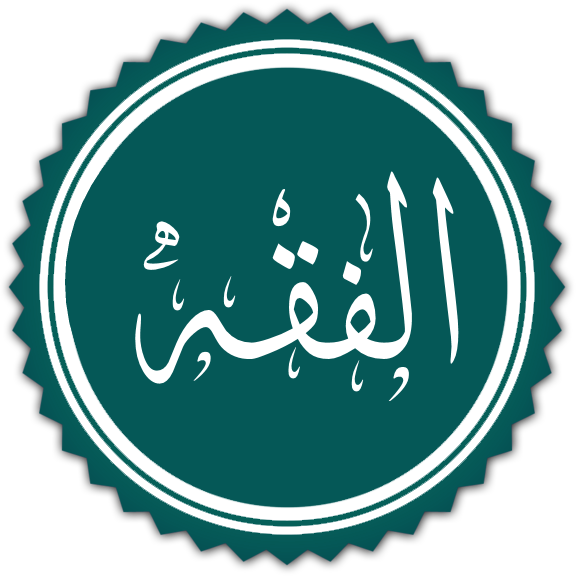

الرضاع -بفتح الراء وكسرها- ويقال: رضاعة -بفتح الراء وكسرها- أيضا معناه في اللغة: اسم لمص الثدي. ومعناه شرعا: وصول لبن آدمية إلى جوف طفل لم يزد سنه على حولين -أربعة وعشرين شهرا- قوله: ﴿والوالدات يُرضعن أولادَهُن حَولين كاملَين﴾ البقرة: 233.

## شروط الرضاع
- يشترط لتحقيق الرضاع الشرعي الموجب لتحريم النكاح كما توجبه القرابة والمصاهرة شروط: بعضها يتعلق بالمرضعة وبعضها يتعلق بالرضيع وبعضها يتعلق بلبن الرضاعة.
- الشروط المتعلقة بالمرضعة:

-أن تكون امرأة آدمية.
-أن تكون بنت تسع سنين فما فوق.
-أن يصل اللبن إلى الجوف في مدة الرضاع المتقدم.
-أن يكون وصوله يقينا.
-أن لا يختلط اللبن بالطعام.
- الشروط المتعلقة باللبن:

-أحدهما يتعلق بكميته ومقداره.
-ثانيهما يتعلق بحالته وكيفية وصوله إلى جوف الصبي.
- فأما الأول فإنه يشترط أن يرضع الطفل من المرضعة خمس مرات يقينا بحيث لو شك في أنه رضع خمس مرات أو لا فإنه لا يعتبر ثم إن الرضعة لا تحسب إلا إذا عدت في العرف رضعة كاملة بحيث يتناول الطفل الثدي ولا ينصرف عنه إلا لضرورة تنفس أو بلع ما في فمه أو الانتقال من ثدي إلى ثدي آخر أما إذا قطعه ولم يعد إليه فإنها تحسب رضعة ولو لم يأخذ سوى مصة واحدة وكذا إذا قطعته المرضعة ولم تعد إليه أما إذا قطعته لشغل خفيف ولو عادت إليه سريعا فإنها تحسب رضعة واحدة.
- وإذا فرض وعمل لبن الثدي جبنا أو قشدة وأكل منه الطفل فإنه يعتبر كالرضاع وكذا إذا خلط بماء ونحوه وبقيت صفات اللبن به فإنه يحرم أما إذا استهلكت صفاته في الماء فإنه لا يحرم وإذا نزل اللبن في حلقه ثم تقايأه ولم يصل إلى جوفه لا يحرم وكذا إذا وصل بحقنة من القبل أو الدبر فإنه لا يحرم لأنه ليس برضاع وليس بمغذ في هذه الحالة.

## من يحرم بالرضاع ومن لا يحرم
- قال رسول الله صلى الله وعليه وسلم: «يحرم بالرضاع ما يحرم من النسب» رواه الشيخان هذا الحديث يدل على أن الرضاع يحرم الأصناف التي حرمها النسب وهي سبعة أصناف:
- الأول: الأم سواء كانت أما مباشرة أو أما بواسطة الأب والجد فيشمل الجدة وإن علت سواء كانت جدة لأب أو جدة لأم.
- الثاني: البنت والمراد بها البنت الصلبية وهي بنت الإنسان مباشرة أو البنت بالواسطة وهي بنت البنت وإن نزلت وبنت الابن وإن نزلت.
- الثالث: الأخت سواء كانت شقيقة أو لأب أو لأم.
- الرابع: بنت الأخت بأقسامها وإن نزلت.
- الخامس: بنت الأخ سواء كان شقيقا أو لأب أو لأم وإن نزلت.
- السادس: العمات فالعمة محرمة. سواء كانت أخت الأب شقيقته أو أخته لأبيه أو أخته لأمه أما عمة العمة فإنها لا تحرم إلا إذا كانت العمة القريبة شقيقة للأب أو كانت أخته لأبيه أما كانت أخته لأمه فإن عمتها لا تحرم.
- السابع: الخالات وخالات الخالات فالخالات محرمات من أي نوع سواء كن شقيقات الأمهات أو أخواتهن لأب أو لأم وأما خالات الخالات فإنهن يحرمن إذا كن شقيقات أمهات الأمهات أو كن إخواتهن لأم فقط عكس عمات العمات فإنهن لا يحرمن إلا إذا كن من جهة الآباء.

-و المحرمات بالمصاهرة قسمان: قسم يحرم بالرضاع كما يحرم بالمصاهرة وقسم يحرم بالمصاهرة ولا يحرم بالرضاع.
- الأول: أم الزوجة وبنتها فإنهما يحرمان بالمصاهرة والرضاع فإذا رضعت طفلة من امرأة ثم تزوجت فلا يحل لزوجها أن يتزوج المرضعة التي أرضعتها لأنها أمها كما لا يحل له أن يتزوج أمها من النسب وكذا إذا تزوج المرضعة نفسها فإنه لا يحل له أن يتزوج الطفلة التي أرضعتها إذا كان قد دخل بها أما إذا لم يدخل بها فإنه يحل كما تقدم في المحرمات بالنسب

وكذا أخت الزوجة وخالتها وعمتها فإنه لا يجوز الجمع بينهن بسبب المصاهرة والرضاع فلا يحل للرجل أن يتزوج امرأة رضعت ثدي أخرى ويتزوج معها بنت المرضعة التي أرضعتها لأنها أختها من الرضاع إذا لا يحل الجمع بين الأختين رضاعا ونسبا ومثلها بنت زوج المرضعة التي جاءها منه اللبن لأنها أختها وأيضا لا يحل له الجمع بين زوجته وبين أخت مرضعتها أو أخت زوج مرضعتها لأن الأولى خالتها والثانية عمتها ولا يحل الجمع بين المرأة وعمتها وخالتها نسبا ورضاعا وكذا لا يحل له أن يجمع بينها وبين بنت أخيها من الرضاع أو بنت أختها.
- ما يحرم بالمصاهرة ولا يحرم بالرضاع فهو أمور:

-أحدها: أم الأخ سواء كان شقيقا أو غير شقيق ولكن إذا كان شقيقا كانت أم أخيه أمه هو وحرمتها ثابتة بالنسب لا بالمصاهرة وقد تقدم أن الأم محرمة نسبا ورضاعا فليست مقصودة هنا بل المقصود امرأة الأب لأن تحريمها بالمصاهرة فلا يحل للشخص أن يتزوج امرأة أبيه وهي أم أخيه غير الشقيق ولكن إذا أرضعت أخاه أجنبية فإنها تحل له ومثل أم الأخ أم الأخت لأنها إما أم إذا كانت الأخت شقيقة وإما امرأة أب إذا لم تكن كذلك والأولى محرمة نسبا ورضاعا والثانية محرمة بالمصاهرة لا بالرضاع وهي المقصود هنا.
هذا إذا كان الأخ أو الأخت من النسب والأم من النسب أو الرضاع وقد عرفت أن أم الأخ النسبية هي أم الرجل هي محرمة نسبا ورضاعا وأم الأخ بالمصاهرة هي زوجة الأب وهي محرمة بالمصاهرة أما أم الأخ أو الأخت من الرضاع فهي غير محرمة ومثل ذلك ما إذا كان الأخ أو الأخت من الرضاع بأن رضع طفلان من ثدي امرأة فصارا أخوين بالرضاع ثم رضع أحدهما من مرضعة أخرى فهذه المرضعة تكون أم أخيه من الرضاع فتحل له وكذا لو كان لأخيه من الرضاع أم من النسب فإنها تحل له.
- ثانيها: أم ولد الولد - سواء كان ذكرا أو أنثى. لأن الولد يشملهما وكما لا يخفى وهكذا في كل ما يأتي - ويقال لها: أم نافلة أي أم ولد نافلة وهو ولد الولد وسمى نافلة لزيادته على الولد فنافلة صفة لولد الولد وأم ولد الولد تحتمل معنيين الأول: أن تكون زوجة ابنك إذ هي أم ولد ابنك وهو حفيدك. والثاني: أن تكون بنتك لأن البنت أم ولد الولد وهو حفيد الرجل فالحفيد إما ان يكون ابن الابن أو بنت البنت والثانية ليست مرادة هنا لأن تحريم البنت قد تقدم في المحرمات بالنسب بل المراد الأولى وهي زوجة الابن ويقال لها أم ولد الولد وهي محرمة بالمصاهرة لا بالرضاع فلو أرضعت أجنبية ولد ولدك - حفيدك - فإن لك أن تتزوجها ومثل ما إذا أرضعت زوجة ابنك ولدا أجنبيا وله أم من النسب فإنها تحل لك وكذا لو كان له أم أخرى أرضعته فإنها تحل لك فأم ولد الولد المحرمة زوجة الابن خاصة فإذا أرضعت ولد الولد أجنبية وكانت أمه من الرضاع لا تحرم أو أرضعت زوجة الولد أجنبيا فإنه يكون حفيد الرجل في الرضاع لأنه رضع لبن ابنه وكانت لهذا الولد أم نسبية فإنها تحل وكذا إذا كانت له أم أخرى من الرضاع فإنها تحل فالتي تحرم فقط هي زوجة الابن وهي أم ولد الولد سواء كان من النسب أو كان ولد ولد بسبب الرضاع أما أمهات ولد الولد من الرضاع أو من النسب - غير زوجة الابن - فإنهن لا يحرمن.
- ثالثها: جدة الولد وجدة ولد الإنسان إما أمه وإما أم زوجته والأولى غير مقصودة هنا والثانية وهي أم تحرم بالمصاهرة لا بالرضاع فلو أرضعت أجنبية ولدك فلا تحرم عليك أم هذه المرضعة مع كونها جدة ابنك في الرضاع لأمه

هذا إذا كان الابن نسبيا وله جدة من الرضاع أما إذا كان رضاعيا بأن أرضعت زوجتك طفلا أجنبيا وله جدة من النسب سواء كانت لأب أو لأم أو كانت له جدة رضاعية بأن رضع ثدي امرأة أخرى لها أم فإن جداته تحل لوالده في الرضاع على كل حال
أما أم الولد من النسب فهي زوجة الرجل وأما أمه من الرضاع أي مرضعة الولد فإنها تحل لأبيه بلا كلام فأم الولد حلال لأبيه نسبا ورضاعا.
- رابعها: أخت ولدك وهي إما أن تكون بنتك أو تكون بنت امرأتك والأولى أخت ولدك لأبيه والثانية أخته لأمه والأولى غير مقصودة هنا لأن البنت محرمة بالنسب والرضاع كما تقدم أما الثانية فإنها تحرم بالمصاهرة إذ لا يجوز للرجل أن يتزوج بأخته من الرضاع سواء كانت أخته بنت المرضعة أو بنت زوجها الذي نشأ اللبن بسببه أو كانت أجنبية عنهما ولكن رضعت من ثدي مرضعته هذا إذا كان الولد نسبيا وكانت أخته نسبية أو رضاعية أما إذا كان الولد رضاعيا بأن أرضعت زوجتك طفلا أجنبيا وكان له أخت من النسب أو أخت من الرضاع رضع هو وهي من ثدي امرأة أخرى غير زوجتك فإنهما يحلان لك كذلك.

## ما يثبت به الرضاع
يثبت الرضاع إما بالشهود وإما بإقرار الزوجين فقالوا: الرضاع كالمال يثبت بالشهود العدول. وبالإقرار فأما الشهود فيشترط أن يشهد رجلان عدلان. أو رجل وامرأتان عدول.